# Soto (efternamn)
Soto och de Soto är dels spanska efternamn, dels delar av spanskspråkiga geografiska namn. Det spanska ordet soto betecknar en vegetationstyp i anslutning till ett vattendrag med träd och buskar som får nödvändig fuktighet från detta. Offentlig statistik tillgänglig i september 2017 uppger att 117 personer med efternamnet Soto och 8 personer med efternamnet De Soto var bosatta i Sverige.

## Personer med efternamnet Soto eller de Soto
- António da Cunha Soto Maior, (1812–1894), portugisisk diplomat verksam i Stockholm
- Domingo de Soto (1494–1560). spansk dominikansk präst och teolog
- Freddy Soto (1970–2005), mexikansk-amerikansk komiker och skådespelare
- Hernando de Soto (1496 eller 1497–1642), spansk sjöfarare, upptäcktsresande och conquistador
- Hernando de Soto Polar (född 1941), peruansk nationalekonom
- Jeff Scott Soto (född 1965), amerikansk sångare
- Jesús Huerta de Soto (född 1956), spansk nationalekonom
- Jesús Rafael Soto (1923–2007), venezuelansk konstnär
- Joe Soto (född 1987), amerikansk MMA-utövare
- Jorge Soto (född 1971), peruansk fotbollsspelare
- Juan Soto  (född 1998), dominikansk basebollspelare
- Pedro de Soto (1493–1563), spansk teolog
- Rafael Soto (född 1957), spansk ryttare
- Rafael DeSoto (1904–1992), amerikansk målare och illustratör
- Talisa Soto (född 1967), amerikansk skådespelare och fotomodell